# Man-See
Der Man-See (漫湖 Man-ko) ist eine auf der Insel Okinawa Hontō gelegene Wattfläche. Sie liegt zwischen den Städten Naha und Tomigusuku. Am 15. Mai 1999 wurde eine Fläche von 58 ha als Ramsar-Gebiet ausgewiesen.

## Flora und Fauna
Um die Wattfläche wachsen Mangrovenbäume wie Bruguiera gymnorhiza, Kandelia obovata und Rhizophora mucronata. Zu den bedrohten Vogelarten, die in dem Gebiet beobachtet wurden, zählen Saundersmöwen, Wanderfalken, Numenius madagascariensis, Schwarzstirnlöffler und Zwergseeschwalben. Der Schwarzstirnlöffler wird von der IUCN als stak gefährdet (endangered) eingestuft. Die Gesamtpopulation weltweit beträgt nur wenig mehr als 1000 Individuen. Die Tiere brüten im Nordosten Chinas und im Nordwesten der koreanischen Halbinsel. Etwas mehr als zehn dieser seltenen Vögel ziehen im Winter zum Man-See. Sie ernähren sich hauptsächlich von Krustentieren, die sie mit ihren langen Schnäbeln aus dem Watt holen.

## Galerie

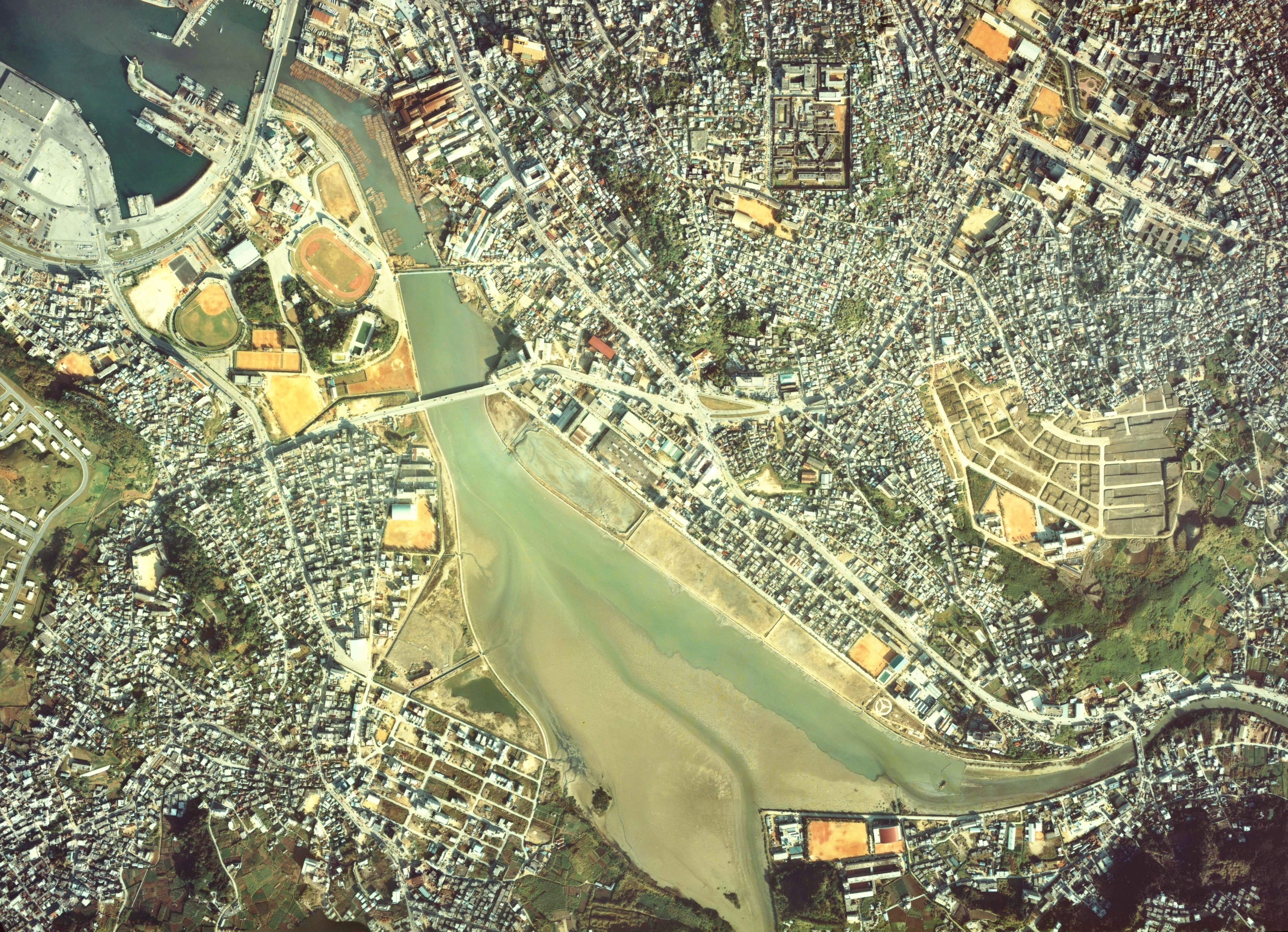
Luftbild
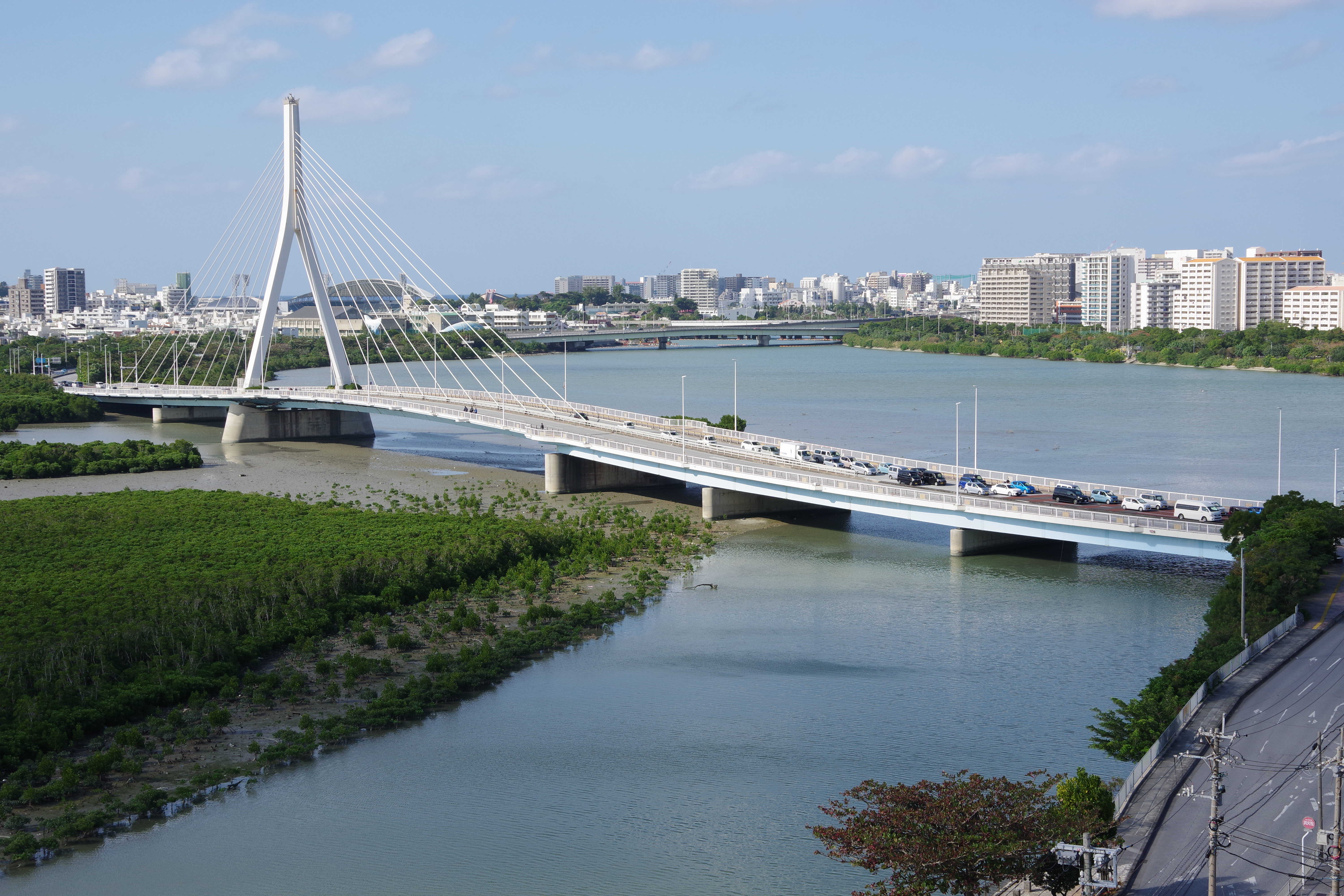
Toyomi-Brücke
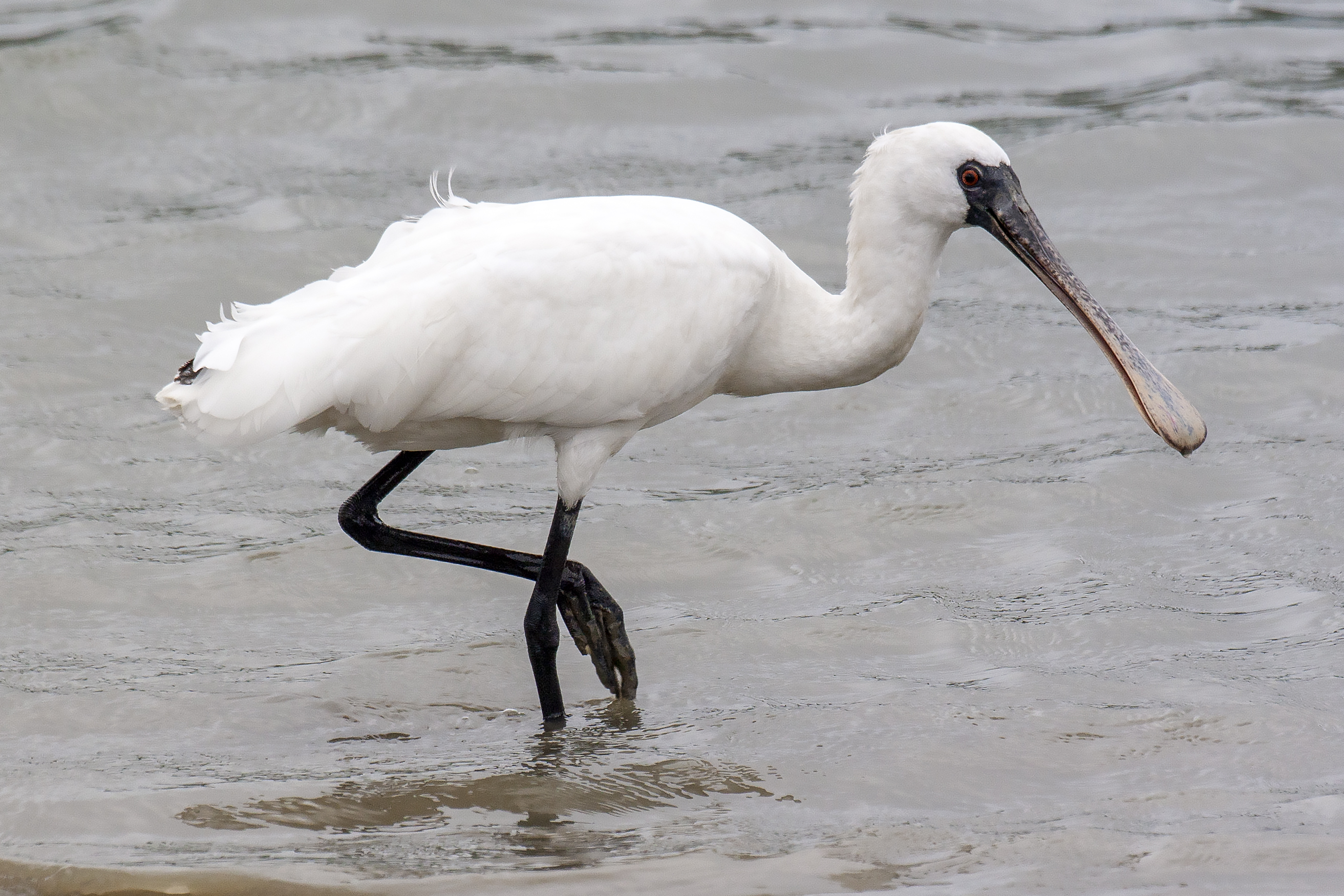
Schwarzstirnlöffler